# Żeglarstwo na Letnich Igrzyskach Olimpijskich 1912 – klasa 8 metrów

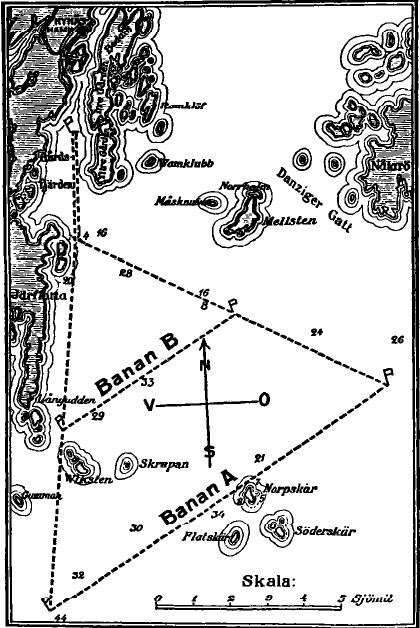
Trasa zawodów

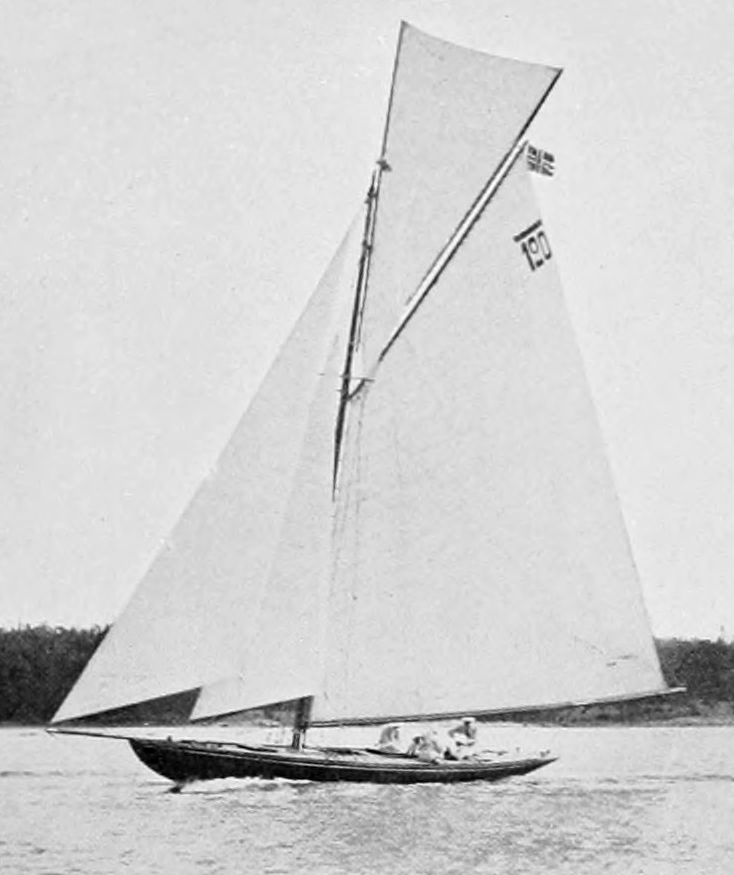
Taifun

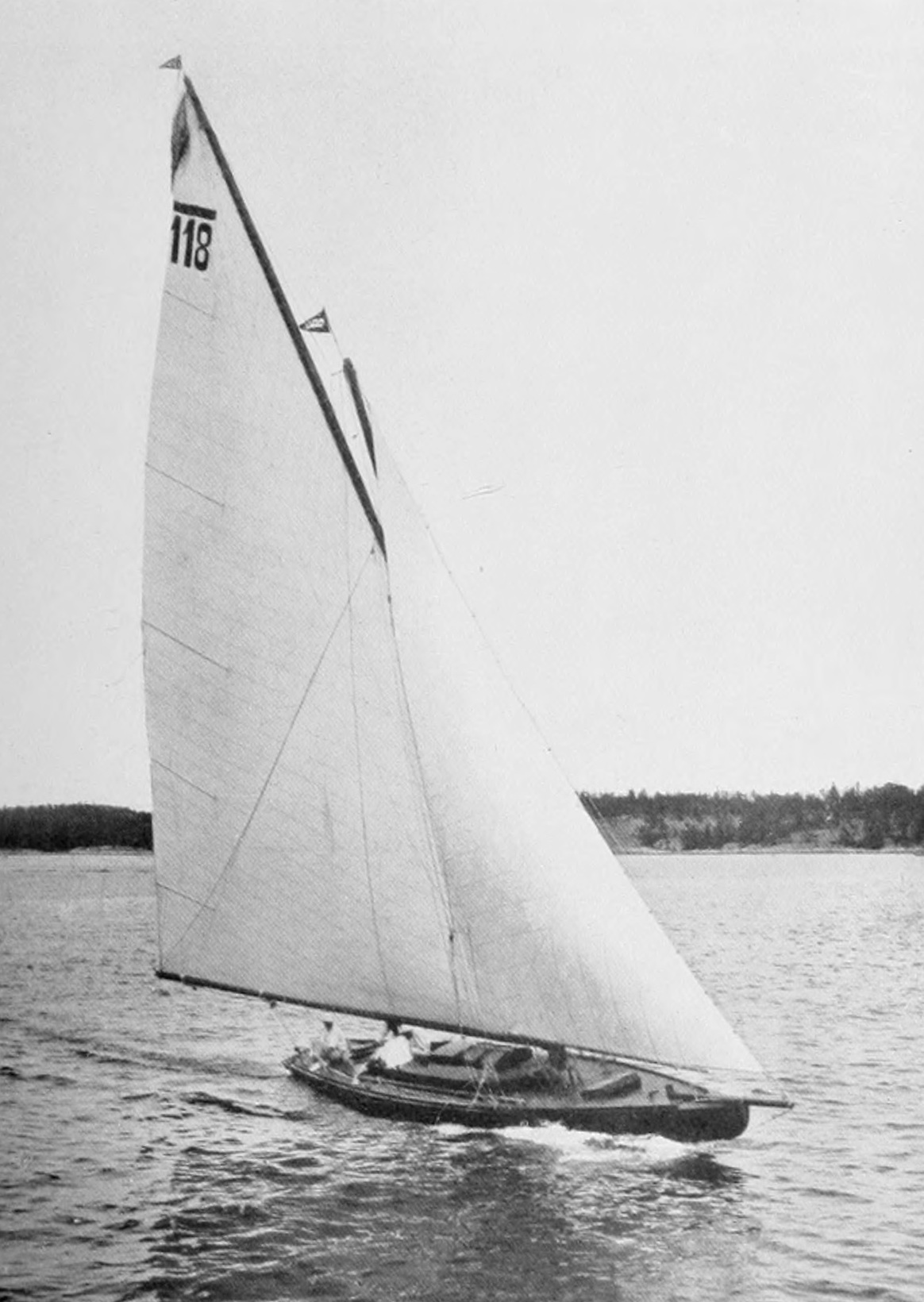
Sans Atout

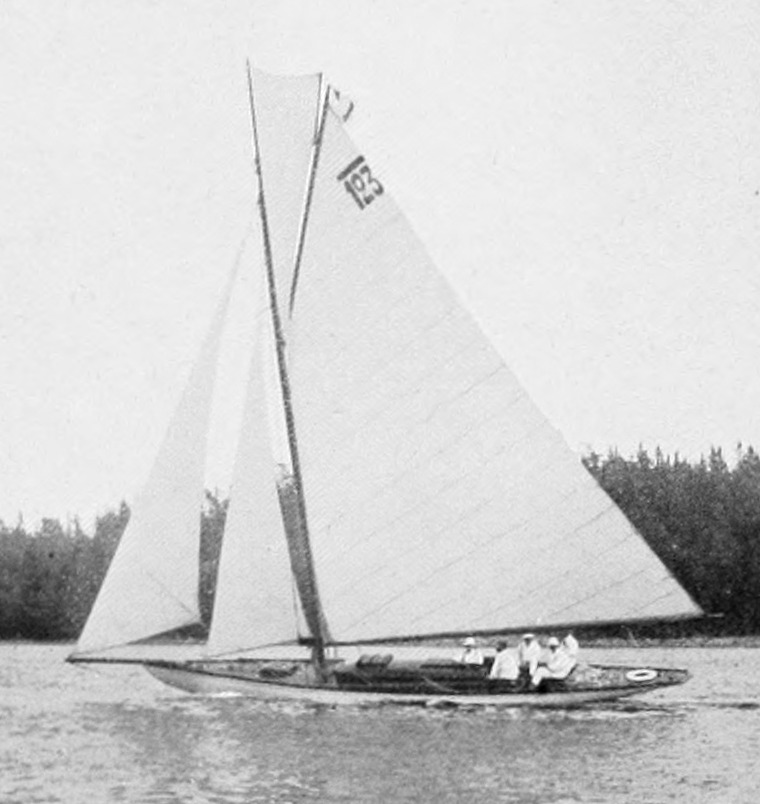
Lucky Girl

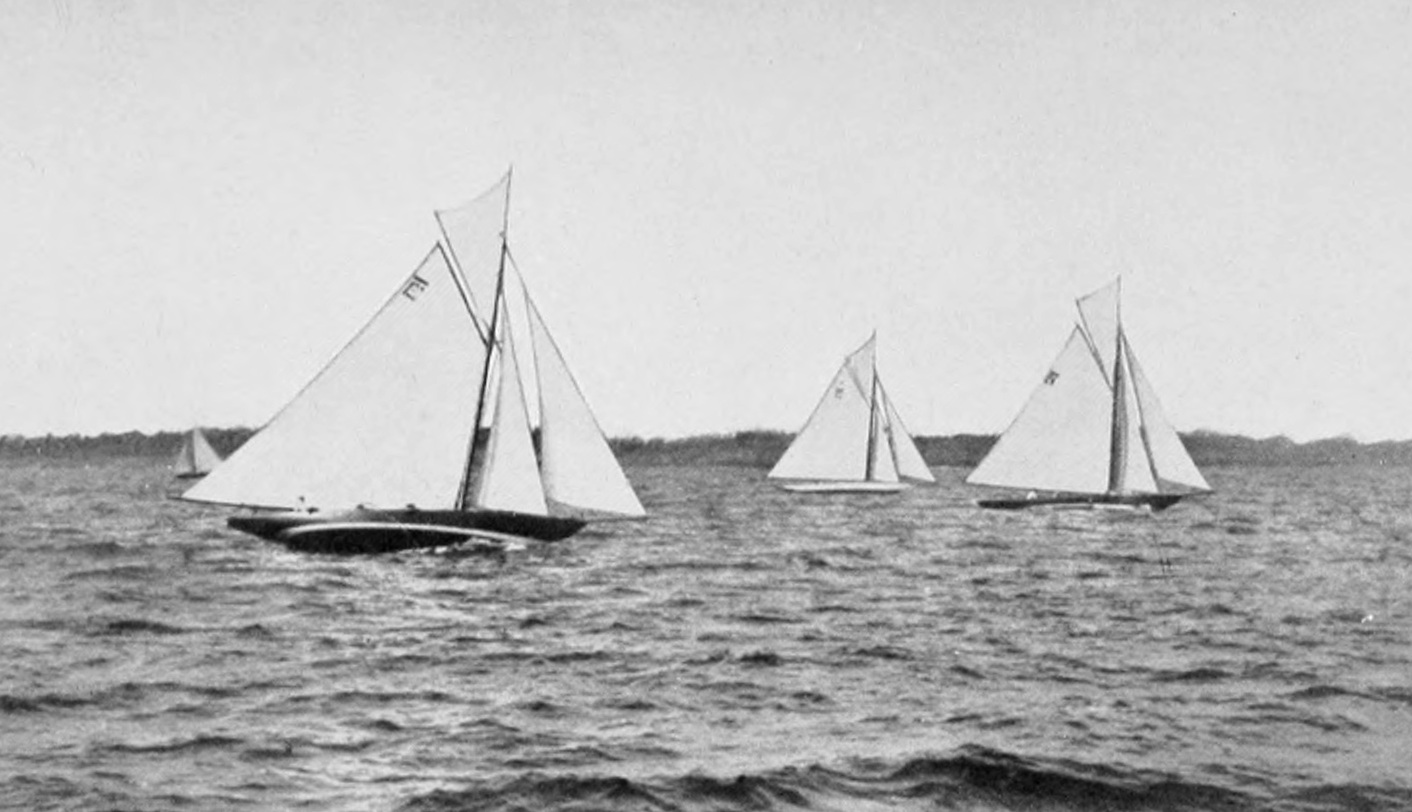
Taifun, Norman i Örn

Zawody w żeglarskiej klasie 8 metrów podczas V Letnich Igrzysk Olimpijskich odbyły się w dniach 20–22 lipca 1912 roku na wodach położonego w regionie Sztokholm miasta Nynäshamn.

## Informacje ogólne
Do zawodów zgłosiło się osiem jachtów z czterech reprezentacji – po dwie ze Finlandii, Norwegii, Szwecji i Rosji, na starcie zawodów nie stanęły jednak jedna ze szwedzkich załóg.
W regatach triumfował norweski jacht Taifun, drugie miejsce zajął szwedzki Sans Atout, który w dogrywce pokonał Finów na Lucky Girl. Prócz medali czołowa trójka otrzymała pamiątkowe plakietki.

## Format zawodów
Zawody składały się z dwóch punktowanych wyścigów przeprowadzonych 20 i 21 lipca 1912 roku. Punkty były przyznawane za miejsca zajęte na mecie – pierwsza trójka otrzymywała odpowiednio siedem, trzy i jeden punkt, za zajęcie pozostałych miejsc punkty nie przysługiwały. Na wynik końcowy składała się suma wszystkich punktów, przy równej punktacji załóg 22 lipca przeprowadzana była między nimi dogrywka.

## Przebieg zawodów
Pierwszy wyścig odbył się 20 lipca, przy wietrze ENE z prędkością 3,6–4 m/s. Sans Atout pierwszy przepłynął linię startu, lecz norweski Taifun wkrótce objął prowadzenie. Dalsze miejsca zajmowały kolejno Örn, Norman, Lucky Girl i Bylina. Pod koniec pierwszego etapu szwedzki Sans Atout powrócił na czoło i przy kolejnym nawrocie miał minutę przewagi nad Taifunem, kolejne dwie pozycje zajmowały zaś oba fińskie jachty. Otrzymawszy silniejszy wiatr ze sterburty Szwedzi podnieśli spinaker, Taifun jednak pozostał przy poprzednim ożaglowaniu. Po kilku minutach Norwegowie poszli jednak za przykładem rywali zmniejszając do nich stratę, na finiszu ostatecznie ich prześcigając. Na trzecim miejscu przypłynął fiński Örn.
Dzień później przy wietrze NEbN wiejącym z prędkością 3,9–4 m/s odbył się wyścig drugi. Tuż po strzale startera linię startu przekroczył Taifun, za którym znajdowały się oba fińskie jachty. Wkrótce okazało się, że do panujących warunków najlepiej dostosował się rosyjski Norman, w drugiej części trasy obejmując wyraźne prowadzenie. Już po ostatnim nawrocie, przy stawianiu spinakera znalazł się człowiek za burtą i mimo szybkiej akcji ratowniczej Norman przestał się liczyć w tym wyścigu. Na czoło wysunął się Taifun nie oddając prowadzenia do samej mety, w słabnącym wietrze Sans Atout stracił zaś miejsce w czołowej trójce.
Z powodu zdobycia przez dwa jachty trzech punktów konieczne było rozegranie 22 lipca dogrywki. Sans Atout i Lucky Girl wyścig rozpoczęły z dala od siebie – Szwedzi bliżej brzegu, Finowie zaś dalej uzyskując początkowo przewagę. W drugiej części dystansu Sans Atout wyszedł na prowadzenie i podszedł do ostatniego nawrotu dwadzieścia pięć sekund przed jachtem fińskim. Potem nastąpiła między nimi ostra walka, po szybkim postawieniu głównych żagli Szwedzi próbowali postawić i spinakera, jednak ta sztuka nie poszła im sprawnie, przez co Lucky Girl prawie zasłonił im wiatr. Szwedzki sternik Bengt Heyman sprawnie wydostał jacht z kłopotów i na kolejny punkt kontrolny Sans Atout przypłynął o dwie długości szybciej. Przy lekkim półwietrze zwiększał stopniowo przewagę i finiszował blisko minutę przed rywalem.

## Wyniki
| Pozycja | Załoga                                                                                    | Jacht      | Wyścig I | Wyścig I | Wyścig I | Wyścig II | Wyścig II | Wyścig II | Ogółem | Dogrywka | Dogrywka |
| Pozycja | Załoga                                                                                    | Jacht      | Czas     | Pozycja  | Punkty   | Czas      | Pozycja   | Punkty    | Ogółem | Czas     | Pozycja  |
| ------- | ----------------------------------------------------------------------------------------- | ---------- | -------- | -------- | -------- | --------- | --------- | --------- | ------ | -------- | -------- |
| złoto   | Thoralf Glad Thomas Aass Andreas Brecke Torleiv Corneliussen Christian Jebe               | Taifun     | 2:15:59  | 1        | 7        | 2:12:59   | 1         | 7         | 14     | —        | —        |
| srebro  | Bengt Heyman Emil Henriques Alvar Thiel Herbert Westermark Nils Westermark                | Sans Atout | +00:41   | 2        | 3        | +03:05    | 4         | 0         | 3      | 2:26:44  | 1        |
| brąz    | Bertil Tallberg Arthur Ahnger Emil Lindh Gunnar Tallberg Georg Westling                   | Lucky Girl | +05:04   | 5        | 0        | +01:51    | 2         | 3         | 3      | +00:57   | 2        |
| 4       | Gustaf Estlander Curt Andstén Jarl Andstén Carl-Oscar Girsén Bertel Juslén                | Örn        | +01:29   | 3        | 1        | +01:55    | 3         | 1         | 2      | —        | —        |
| 5       | Wiencesław Kuźmiczow Jewgienij Kun Jewgienij Łomacz Wiktor Markow Pawieł Pawłow           | Norman     | +02:53   | 4        | 0        | +03:16    | 5         | 0         | 0      | —        | —        |
| =       | Fritz Sjöqvist Arvid Sjöqvist Ragnar Gripe Thorsten Grönfors Gustaf Månsson Emil Hagström | K.S.S.S.   | +07:47   | 6        | 0        | +03:34    | 6         | 0         | 0      | —        | —        |
| =       | Herman Adlerberg Johan Färber Władimir Jelewicz Władimir Łurasow Nikołaj Podgornow        | Bylina     | +12:00   | 7        | 0        | +08:44    | 7         | 0         | 0      | —        | —        |
| DNS     |                                                                                           | Lucie IV   | DNS      | DNS      | DNS      | DNS       | DNS       | DNS       | DNS    | —        | —        |